# Думитру Оленеску-Асканіо
Думитру Оленеску-Асканіо (літературний псевдонім — Асканіо, рум. Dumitru Ollănescu-Ascanio, *21 березня 1849, Фокшани — †20 січня 1908, Бухарест) — румунський письменник, драматург, поет і перекладач, член Румунської академії, віце-президент академії в 1898 -1900 і 1903-1906. Дипломат.

## Біографія
Народився в багатій дворянській родині. Представник дворянства. Вивчав право в Парижі. Після чого присвятив себе дипломатичній кар'єрі.
Спільно з Петреску видавав журнал «Literatura şi arta română» (Румунська література і мистецтво), в якому брав участь ряд великих румунських письменників.

## Творчість
Розквіт літературної діяльності Оленеску доводиться на роки зміцнення румунської буржуазії. Літературну популярність придбав рядом поетичних творів, оригінальних і перекладених, надрукованих в «Convorbiri literari» під псевдонімом Ascanio.
Перекладав французьких драматургів («Ruy Blas» В. Гюго та ін.), Після чого і сам встав на шлях драматургії.
Оригінальний поет. Автор ряду комедій, які користувалися великою популярністю («Doctorul satului», «Pribeagul» (Блукач), «Primul bal» (Перший бал)). Йому належить різко-сатирична комедія «Pe malul gârlei» (На березі струмка), написана після війни з турками 1877.
Перу Оленеску належить також ряд новел, сатир, п'єс.
Внеском в румунську перекладну літературу є його переклад Горація («Ode, epode, carmen saeculere», 1891), за який Оленеску був премійований Румунської академією в 1892.

## Вибрані твори
- Pe malul gârlei, 1879
- Ode, epode, 1891
- Ad Pisones (Ars poetica), 1891
- Teatru, 1893
- Vasile Alecsandri, 1894
- Satire, 1896
- Poezii (1878—1898) , 1901
- Satire. Pe malul gârlei, 1908